# Läsångare
Läsångare (Acrocephalus musae) är en troligen utdöd fågel i familjen rörsångare inom ordningen tättingar.

## Utbredning och systematik
Läsångaren förekom tidigare i ögruppen Läöarna i Sällskapsöarna och delas upp i två underarter:
- A. m. musae – förekom på Raiatea
- A. m. garretti – förekom på Huahine

Tidigare har den betraktats som underart till tahitisångare. Den dog ut i slutet av 1800-talet eller början av 1900-talet.

## Namn
Läsångaren kallades tidigare garrettsångare, hedrande Andrew Garrett (1823-1887), en amerikansk naturforskare som samlade in typexemplaret, men detta justerades 2023 till ett enklare och mer informativt namn av BirdLife Sveriges taxonomikommitté. Det vetenskapliga artnamnet musae är utifrån en teckning med titeln "Oriolus Musa" av Georg Forster på James Cooks andra seglats 1772-1775.